# Prva Francuska Republika
Prva Francuska Republika ili jednostavno Prva Republika nastala je u slijedu poslije Francuske revolucije a zatim nakon ukidanja monarhije. Prvu Republiku proglasio je francuski narod 22. rujna 1792. godine. To je bilo prvi put u nekoliko stoljeća da jedna veća europska nacija pređe s monarhističkog u republičko uređenje. To je također bio i prvi korak u razvoju europskih liberalnih demokracija. 
Prva Republika trajala je do 1804. godine kada se prvi konzul Napoleon Bonaparte proglasio carem.
Konstitucijski se republika može podijeliti u tri perioda:
- Narodni konvent 1792. – 1795.
- Direktorij 1795. – 1799.
- Konzulat 1799. – 1804.

Veliki broj pojedinačnih događaja npr. Rujanski masakri, bitka kod Valmya, vlada terora, i važne frakcije npr. Jakobinci i Hebertisti su dobile veliku pozornost tijekom ovog perioda tako da su javne institucije Republike periodično imale podređen položaj. 